# 諶立中
諶立中（1957年—），臺灣政治人物、醫師。曾任衛生福利部心理健康司司長、國軍北投醫院院長、新北市政府衛生局副局長。

## 家庭背景
諶立中的父親是安徽人氏，隨著部隊來到臺灣，母親為客家人，小時候受母親影響，而想成為一名精神科醫師。
他有兩個兒子、一個女兒，都有過動(ADHD)特質。大兒子國立成功大學工業設計系畢業，目前在荷蘭工作；二女兒畢業於師大，在國中擔任特教巡迴老師；老三和哥哥一樣、目前就讀成大工業設計。

## 政治生涯

### 新北市政府衛生局副局長
諶立中擔任新北市衛生局副局長時，曾督導新北市立聯合醫院三重院區急重症大樓新建工程計畫、推動自殺防治措施、處理H7N9流感各項防疫工作、推廣肺結核自我7分篩檢法、督導永保安康社區瓦斯氣爆案及八仙塵暴災難心理諮商相關措施。
2014年4月，諶立中因著對自己孩子的缺憾，擔心ADHD兒童錯過早療黃金期，協助新北市率先推動了全市小二生「注意力不足過動症篩檢計劃」，引起各界極大的反彈。外界批評政策過於粗糙，此舉給疑似過動的小孩貼標籤，並太快將過動與醫生、藥物連結。

## 爭議

### 防治自殺建議改掉烤肉習慣
2018年中秋前夕，諶立中出席自殺防治活動時發言認為，「木炭一買就是一大包，烤肉完剩下一堆，有些人會拿去自殺，建議改掉烤肉的習慣」。此話一出引發網友熱議，認為諶立中神邏輯。對此精神科醫師林耕新則表示，「讓有意燒炭輕生者感到不方便，也有機會降低燒炭自殺完成的可能，網友不懂不要亂酸。」

### 太魯閣號事件事故後失言
2021年4月13日，衛福部心口司召開「太魯閣災難心理重建會議」，諶立中在會中失言，包括「心理師怎麼會做心理重建」、「心理師在災難現場也只能拍拍受難家屬的背」、「系統合作是細枝末節的事情」等。後續引起心理師抗議。民進黨立委洪申翰認為，諶立中帶有強烈醫學背景優越感，使得跨領域合作變得困難。
4月19日，衛福部部長陳時中為此道歉。

### 高樓增加導致衝動跳樓
2022年11月15日，諶立中出席兒童權利公約第二次國家報告國際審查會議時，國際審查委員Laura Lundy 提問：「兒少自殺很多人在談個人方面的原因，我們想要了解政府有沒有研究，這些兒少自殺是不是出自於結構性問題，比如說學校壓力太大」。諶立中代表衛生福利部心理健康司回答：「這五年青少年自殺率突然增加，但如果我們扣除跳樓的因素，其實就沒有那麼明顯，這十幾年因為台灣高樓的增加，導致很多青少年、青年衝動性跳樓自殺，這也是一個未來防治的重點」。
事件發生後包含人本教育文教基金會、臺灣青年民主協會及台灣少年權益與福利促進聯盟在內的民間團體以及學生團體皆發文表達對此言論的不滿。人本教育文教基金會認為：「政府太習慣於把精神困擾、自殺事件都歸因到個人，所以在詢問之下，才胡亂說了一個高樓增加。」「學校權威或全控式的管理、過重的課業壓力讓孩子沒有喘息空間，遭受體罰或長期言語羞辱等身心暴力讓大量的孩子心裡有著創傷，部分私校禁止學生談戀愛、還要管頭髮、搜書包，讓孩子天天都承受不必要的苦悶壓抑，這些，都是重要的危險因素與結構性問題，都比『高樓增加』更讓人感到痛苦，也更危險。」而臺灣青年民主協會認為：「在國際審查的場合，作為兒少心理衛生重要的主管機關，更應向國際委員說明，政府對於青少年心理健康的調查與分析。衛福部不應漠視課業壓力、校園心理健康支持不足等結構性問題，屢次嘗試將青少年輕生歸因於個人的結果，將導致永遠無法找到問題核心，並提出有效的解決策略。」「作為兒少心理健康主責主管機關的最高首長，面對國際委員的提問，卻無法做出妥適的答覆，顯見政府對於兒少心理衛生的重視仍相當不足。」對此台灣少年權益與福利促進聯盟要求衛福部公開道歉，也對此表達遺憾並表示：「我們期待《兒童權利公約》的精神可以在政策中完整的落實，對於肩負國人心理健康責任的單位，更應該採取積極措施，完整研究兒少自殺因素調查，並且依調查結果進行相應措施，積極改善青少年自殺的問題。」
次日（11月16日），諶立中接受採訪表示：「說道歉有點太嚴重」、「我是被斷章取義」為自己先前的言論說明。相關社福團體認為「諶立中的解釋仍未將學生的需求放在腦袋中」，也要求教育部檢討、正式青少年自殺率高的原因，別再推託給高樓。